# فلیچه فنتی
فلیچه فنتی (انگلیسی: Felice Fanetti; ۲۰ فوریهٔ ۱۹۱۴ – ۲۵ آوریل ۱۹۷۴) قایقران روئینگ اهل ایتالیا بود.